# Mitra (hinduismus)
Mitra (dévanágarí मित्र Mitra) je védské božstvo vládnoucí spravedlnosti, řazené mezi Áditje, syny bohyně Aditi. Nejčastěji zmiňován v dvandvové dvojici Mitra-Varuna, samostatně je mu věnován pouze rgvédský hymnus 3.59. Již v době vzniku Rgvédu jeho význam nejspíše upadal, ale o jeho dřívější pozici svědčí uvádění společně s Varunou a význam jeho perského protějšku Mithry.:s.64
Mimo védskou Indii je zmiňován okolo roku 1380 př. n. l. v mírové smlouvě království Mitanni, jehož vládnoucí třída byla pravděpodobně indoárijského původu, společně s několika dalšími védskými bohy, včetně Varuny.:s.56 V post-védských textech Mitra prakticky mizí a stal se patronem přátelství, který si oškliví veškeré násilí, včetně posvátného. Z Mitry je pravděpodobně též odvozeno jméno a funkce buddhistického Máitréji.
Z hlediska trojfunkční hypotézy odpovídá právnímu aspektu první indoevropské funkce, ke které jsou další božstva a mytické postavy jako král Judhištira z Máhábháraty, perský Mithra, římský Dius Fidius, Numa Pompilius a Mucius Scaevola, severský Týr a irský Núadu. V této funkci by měl být jeho pomocným božstvem Arjaman.:s.432, 434

## Etymologie
Jméno Mitra je maskulinum odvozené od neutra mitram „smlouva“ a později získalo také význam „smluvní strana, přítel“.:s.64–65 Slovo mitram vychází z praindoevropského kořene *mei „směna, výměna“, z kterého vychází též lotyšské míju a tocharské mäsk, též ve významu výměny. Z příbuzného kořene *meit vychází latinské mūtō či gótské maidjan, opět ve významu vyměny.:s.272